# Tracey Rose

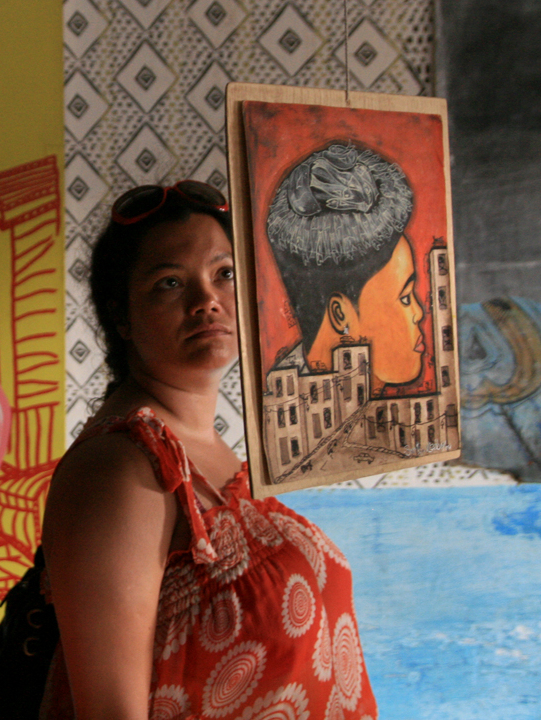
Tracey Rose under Salon Urbain de Douala, 2010.

Tracey Rose, född 1974, i Durban, Sydafrika är en konstnär som bor och arbetar i Johannesburg, London och Durban. Hon är mest känd som performance-, foto- och videokonstnär och har bland annat utbildat sig vid The South African School of Motion Picture Medium and Live Performance, och vid Goldsmiths College i London.
I sina verk undersöker hon ofta identitetspolitiska frågor kring rasism, sexism och genusproblematik. Hon har bland annat medverkat på både 49:e venedigbiennalen 2001 och den 52:a venedigbiennalen 2007. I Sverige har Tracey Roses konstnärskap presenterats i en separatutställning på Bildmuseet.